# وحدة ميتز الحضرية
وحدة ميتز الحضرية، هي وحدة حضرية فرنسية مركزها مدينة ميتز، عاصمة إقليم موزيل، في منطقة الشرق الكبير. بفضل عدد سكانها، تُصنّف وحدة ميتز الحضرية ضمن أكبر التجمعات الحضرية في فرنسا، حيث تحتل المرتبة الحادية والعشرين على المستوى الوطني في عام 2021.